# Med tog i Indien
|  | Denne artikel er oprettet af botten PalnaBot ud fra en ekstern database. Den kan derfor have sproglige fejl eller mangler. Denne skabelon kan fjernes efter kontrol af indholdet. |

Med tog i Indien er en børnefilm fra 2005 skrevet og instrueret af Jacob Wellendorf og Catherine Kunze.

## Handling
Chloe på tre år er sammen med sin lillesøster Thea på togrejse i Indien. Det er varmt, og alle passagererne sover. Chloe prøver at vække dem med sin fløjte, men først da toget gør holdt på en station, kommer der rigtig liv i folk.